# Ray Abruzzo
Ray Abruzzo é um ator americano de origem italiana, conhecido por suas aparições em televisão .
Ele fez aparições regulares nas seguintes séries : Dynasty (como sargento de polícia John Zorelli), The Practice (como o detetive Michael McGuire) e The Sopranos (como "Pequeno" Carmine Lupertazzi).
Outros créditos na televisão incluem: Falcon Crest ,NCIS ,Murder, She Wrote ,L.A. Law , House MD , Night Court , NYPD Blue, Lois & Clark: The New Adventures of Superman , Law & Order , The Nanny , CSI: NY e Weinerville.
Foi visto no palco do Pasadena Playhouse na peça Mauritius escrita por Theresa Rebeck.

## Ligações Externas
- George Wyner. no IMDb.
- George Wyner on tvland.com